# Neuvilly-en-Argonne
 Neuvilly-en-Argonne  es una población y comuna francesa, en la región de Lorena, departamento de Mosa, en el distrito de Verdún y cantón de Clermont-en-Argonne.

## Demografía
| 290 | 270 | 225 | 214 | 200 | 199 |
| Para los censos de 1962 a 1999 la población legal corresponde a la población sin duplicidades (Fuente: INSEE [Consultar]) |     |     |     |     |     |